# Морская смесь
Морская смесь или Состав МС — условное название некоторых видов композиционной взрывчатки, получаемых смешиванием в различных пропорциях тротила, гексогена и алюминия, которые связываются флегматизатором церезином. По сути — представляет собой разновидность взрывчатки ТГА.
Производилась в СССР для оснащения морских боеприпасов (торпед) и нужд военно-морского флота.

## Химические и технические параметры
- Маркировка МС:

Химический состав: гексоген 57 %, тротил 19 %, алюминий 17 %, церезин 7 %.
Скорость детонации:
 — 7500-7600 м/c при плотности снаряжения 1,68 г/см³.
 — 7500 м/c при плотности снаряжения 1,69 г/см³.
 — 7600 м/c при плотности снаряжения 1,70 г/см³.
Бризантность: 18÷22 мм.
Чувствительность к удару для груза 10 кг и высоты 25 см: 20 %.
Температура вспышки: 210 °С
Удельная энергия взрывного превращения: 5,72÷6,1 МДж/кг.
Объём продуктов взрыва: 0,73÷0,77 м³/кг.
Внешний вид: однородная негигроскопическая масса светло-коричневая с оранжевым оттенком и отдельными серебристыми блестками алюминиевого порошка.
Гарантийный срок хранения в складских условиях: 20 лет.
- Маркировка МС-2:

Химический состав: гексоген 46,8 %, тротил 21 %, алюминий 27 %, церезин 5,2 %.
Скорость детонации: 7200 м/c, при плотности снаряжения 1,75 г/см³.
Теплота взрыва: 7,2 МДж/кг.